# ロスシー公

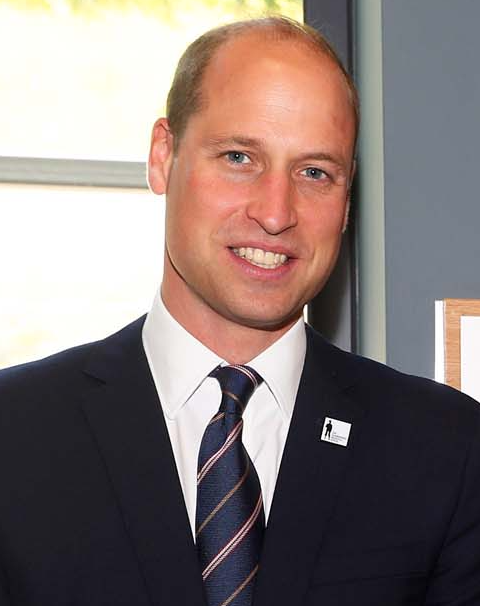
現ロスシー公ウィリアム

ロスシー公爵（英: Duke of Rothesay [ˈrɒθ.si] ( 音声ファイル); スコットランド・ゲール語: Diùc Baile Bhòid, スコットランド語: Duik o Rothesay）は、スコットランドの公爵位の1つ。スコットランド王位（現在では連合王国王位）の最年長の男子である法定推定相続人が自動的に獲得する。スコットランド貴族で最高位の爵位である。ロスシーとは、ビュート島にある城の名前にちなむ。
現在のロスシー公は、国王チャールズ3世の長男ウィリアム皇太子である。
初代はロバート3世の長男デイヴィッドで、1398年に叙爵された。以後歴代国王の長男に与えられ、後にスコットランド議会により、国王の最年長の男子である法定推定相続人が自動的に得る称号とされた。イングランドとの合同後は、コンウォール公位と同時に獲得するスコットランドの爵位となった。

## 歴代ロスシー公
| 肖像 | 名前 （生没年） | 受爵期間        | 親            | 受爵中の他の称号 |
| ---- | --- | --------------- | ------------- | --- |
|      | デイヴィッド・ステュアート (David Stewart) (1378年頃–1402年)                                                                    | 1398年 - 1402年 | ロバート3世   | アソル伯爵 レンフルー男爵 スコットランド大公及びスコットランド大家令 |
|      | ジェームズ・ステュアート （後のスコットランド国王ジェームズ1世） (James Stewart) (1394年–1437年)                                | 1404年 - 1406年 | ロバート3世   | キャリック伯爵 |
|      | アレクサンダー・ステュアート (Alexander Stewart) (1430年–1430年)                                                                | 1430年 - 1430年 | ジェームズ1世 | |
|      | ジェームズ・ステュアート （後のスコットランド国王ジェームズ2世） (James Stewart) (1430年–1460年)                                | 1431年 - 1437年 | ジェームズ1世 | |
|      | ジェームズ・ステュアート （後のスコットランド国王ジェームズ3世） (James Stewart) (1451年–1488年)                                | 1452年 - 1460年 | ジェームズ2世 | |
|      | ジェームズ・ステュアート （後のスコットランド国王ジェームズ4世） (James Stewart) (1451年–1513年)                                | 1473年 - 1488年 | ジェームズ3世 | キャリック伯爵 レンフルー男爵 スコットランド大公及びスコットランド大家令 |
|      | ジェームズ・ステュアート (James Stewart) (1507年–1508年)                                                                        | 1507年 - 1508年 | ジェームズ4世 | キャリック伯爵 レンフルー男爵 スコットランド大公及びスコットランド大家令 |
|      | アーサー・ステュアート (Arthur Stewart) (1509年–1510年)                                                                         | 1509年 - 1510年 | ジェームズ4世 | オールバニ公爵 レンフルー男爵 スコットランド大公及びスコットランド大家令 |
|      | ジェームズ・ステュアート （後のスコットランド国王ジェームズ5世） (James Stewart) (1512年–1542年)                                | 1512年 - 1513年 | ジェームズ4世 | キャリック伯爵 レンフルー男爵 スコットランド大公及びスコットランド大家令 |
|      | ジェームズ・ステュアート (James Stewart) (1540年–1541年)                                                                        | 1540年 - 1541年 | ジェームズ5世 | キャリック伯爵 レンフルー男爵 スコットランド大公及びスコットランド大家令 ヘブリディーズ諸島領主 |
|      | ジェームズ・ステュアート （後のスコットランド国王ジェームズ6世・イングランド国王ジェームズ1世） (James Stewart) (1566年–1625年) | 1566年 - 1567年 | メアリー      | キャリック伯爵 レンフルー男爵 スコットランド大公及びスコットランド大家令 ヘブリディーズ諸島領主 |
|      | ヘンリー・フレデリック (Henry Frederick) (1594年–1612年)                                                                        | 1594年 - 1612年 | ジェームズ6世 | ウェールズ大公 チェスター伯爵 コーンウォール公爵 キャリック伯爵 レンフルー男爵 スコットランド大公及びスコットランド大家令 ヘブリディーズ諸島領主 |
|      | チャールズ （後のイングランド国王チャールズ1世） (Charles) (1600年–1649年)                                                      | 1612年 - 1625年 | ジェームズ6世 | ウェールズ大公 チェスター伯爵 コーンウォール公爵 オールバニ公爵 ヨーク公爵 オーモンド侯爵 キャリック伯爵 レンフルー男爵 スコットランド大公及びスコットランド大家令 ヘブリディーズ諸島領主 ロス伯爵 アルドマノック卿                                         |
|      | チャールズ・ジェームズ (Charles James) (1629年–1629年)                                                                          | 1629年 - 1629年 | チャールズ1世 | コーンウォール公爵 キャリック伯爵等 |
|      | チャールズ （後のイングランド国王 チャールズ2世） (Charles) (1630年–1685年)                                                     | 1630年 - 1649年 | チャールズ1世 | ウェールズ大公 チェスター伯爵 コーンウォール公爵 キャリック伯爵 レンフルー男爵 スコットランド大公及びスコットランド大家令 ヘブリディーズ諸島領主 |
|      | ジェームズ・フランシス・エドワード (James Francis Edward) (1688年–1766年)                                                       | 1688年 - 1702年 | ジェームズ7世 | ウェールズ大公 チェスター伯爵 コーンウォール公爵 キャリック伯爵 レンフルー男爵 スコットランド大公及びスコットランド大家令 ヘブリディーズ諸島領主 |
|      | ジョージ （後のイギリス国王ジョージ2世） (George) (1683年–1760年)                                                               | 1714年 - 1727年 | ジョージ1世   | ウェールズ大公 チェスター伯爵 ハノーファー選帝侯世子 コーンウォール公爵 ケンブリッジ公爵 キャリック伯爵 レンフルー男爵 スコットランド大公及びスコットランド大家令 ヘブリディーズ諸島領主 ミルフォード＝ヘイヴン伯爵 ノーサラートン子爵 テュークスベリー男爵 |
|      | フレデリック・ルイス (Frederick Louis) (1707年–1751年)                                                                          | 1727年 - 1751年 | ジョージ2世   | ウェールズ大公 チェスター伯爵 コーンウォール公爵 エディンバラ公爵 イーリー侯爵 キャリック伯爵 レンフルー男爵 スコットランド大公及びスコットランド大家令 ヘブリディーズ諸島領主 エルサム伯爵 ローンセストン子爵 スノードン男爵                               |
|      | ジョージ （後のイギリス国王ジョージ4世） (George) (1762年–1830年)                                                               | 1762年 - 1820年 | ジョージ3世   | ウェールズ大公 チェスター伯爵 コーンウォール公爵 キャリック伯爵 レンフルー男爵 スコットランド大公及びスコットランド大家令 ヘブリディーズ諸島領主 |
|      | アルバート・エドワード （後のイギリス国王 エドワード7世） (Albert Edward) (1841年–1901年)                                       | 1841年 - 1901年 | ヴィクトリア  | ウェールズ大公 チェスター伯爵 コーンウォール公爵 キャリック伯爵 レンフルー男爵 スコットランド大公及びスコットランド大家令 ヘブリディーズ諸島領主 |
|      | ジョージ （後のイギリス国王 ジョージ5世） (George) (1865年–1936年)                                                              | 1901年 - 1910年 | エドワード7世 | ウェールズ大公 チェスター伯爵 コーンウォール公爵 ヨーク公爵 キャリック伯爵 レンフルー男爵 スコットランド大公及びスコットランド大家令 ヘブリディーズ諸島領主                                                                                                 |
|      | エドワード （後のイギリス国王 エドワード8世） (Edward) (1894年–1972年)                                                          | 1910年 - 1936年 | ジョージ5世   | ウェールズ大公 チェスター伯爵 コーンウォール公爵 キャリック伯爵 レンフルー男爵 スコットランド大公及びスコットランド大家令 ヘブリディーズ諸島領主 |
|      | チャールズ （後のイギリス国王 チャールズ3世） (Charles) (1948年–)                                                               | 1952年 - 2022年 | エリザベス2世 | ウェールズ大公 チェスター伯爵 コーンウォール公爵 キャリック伯爵 レンフルー男爵 スコットランド大公及びスコットランド大家令 ヘブリディーズ諸島領主 エディンバラ公爵 メリオネス伯爵 グリニッジ男爵                                                             |
|      | ウィリアム (William) (1982年–)                                                                                                  | 2022年–         | チャールズ3世 | ウェールズ大公 チェスター伯爵 コーンウォール公爵 キャリック伯爵 レンフルー男爵 スコットランド大公及びスコットランド大家令 ヘブリディーズ諸島領主 ケンブリッジ公爵 ストラサーン伯爵 キャリクファーガス男爵                                                   |